# Myst IV: Revelation
Myst IV: Revelation är det fjärde spelet i Mystserien, utvecklat av Cyan Worlds och skapat och publicerat av Ubisoft. Det släpptes 2004.
Likt Myst III: Exile så använder sig Revelation av ett antal utsiktspunkter från vilka spelaren kan se sig omkring i 360 grader, både lod- och vågrätt. De fotorealistiska panoramorna är i 3D, men till skillnad från i spelet Exile, så fungerar de som det mänskliga ögat; om du tittar på något långt borta försvinner fokus från förgrunden.

## Handling
Atrus ber återigen spelaren att komma till Tomahna, för att denna gång hjälpa honom med att bestämma hur han ska göra med sina söner Sirrus och Achenar, som har suttit fängslade i varsin fängelseålder i tjugo år. Han undrar om de har ångrat sina brott, och om de alltså kan komma tillbaka till familjen. Men en bit in i handlingen försvinner Yeesha, Atrus dotter. Det står snart klart att bröderna har något att göra med försvinnandet, och det blir spelarens uppgift att ta reda på vad som har hänt.

## Åldrar
Precis som i de övriga spelen i Myst-serien, färdas spelaren mellan flera olika åldrar (Ages). De åldrar som besöks i Revelation är:
- Tomahna - Atrus, Catherine, och Yeeshas hem, som ligger på jorden, utanför New Mexico.
- Haven - Achenars fängelseålder
- Spire - Sirrus fängelseålder
- Serenia - Catherines drömålder